# 安福路小公主
安福路小公主，是一名经常出现在上海市安福路附近的中年女性网络红人，因穿着洛丽塔公主裙、戴公主皇冠、留寸头出街的情景被拍到并发布在小红书上而走红，同时也因为与一般装扮差别太大，引起了争议。安福路小公主是外号，得名于其穿着和出现地点。有很多摄影者前去拍摄她逛街时的情景。
2021年10月，一化名为“怪咖老李”的摄影师首先注意到了这位被拍摄者。他在2022年1月将照片发到了小红书上，收到了大量关注、质疑和谩骂。有的评价其生理性别让人疑惑，有的评价她的装扮与年龄和身材不符。而“怪咖老李”则认为这种装扮代表了一种随性做自己的生活方式。2023年2月，上海中山公园旁一家商场的广告屏上，出现了安福路小公主为商铺做的形象代言广告。
在2023年3月3日上海教育电视台《帮女郎》节目播出的采访中，安福路小公主称，自己出生并居住在安福路。2018年，她在上海人民广场逛街时被店主推荐了洛丽塔裙子，试穿之后因为和自己的脸比较搭，喜欢上了这种风格。她的家里有一百多套各种颜色花型的、价值几千几万的洛丽塔。她留寸头并非是因为疾病，而是因为个人的审美取向。她每天下午会穿洛丽塔逛街，晚上会花一个小时准备第二天穿的全套服饰。2023年2月14日，她开过直播，有很多人观看，但她没有带货。她称会考虑一些商业化机会，但是穿着洛丽塔主要还是为了娱乐自己。